# Kristian Lauritsen
Kristian Martinus Lauritsen (* 18. Juni 1924 in Ravnholt, Bording Sogn; † 5. März 2015) war ein dänischer Propst in Grönland und Pastor.

## Leben
Kristian Lauritsen war der Sohn des Hofbesitzers Peter Lauritsen (1899–1968) und seiner Frau Petrea Christensen (1900–1976). Als er vier Jahre alt war, zog die Familie von Ravnholt ins sechs Kilometer nördlich gelegene Stubkær. Er wuchs in bescheidenen Bauernverhältnissen auf und musste auf dem Hof arbeiten, auch wenn schon jung seine Intelligenz auffiel. Er sparte Geld und konnte sich so 1948 an der Universität einschreiben. 1954 schloss er ein Theologiestudium an der Universität Kopenhagen ab. Gemeinsam mit seiner Frau Jytte Nyborg Bech, die er gerade geheiratet hatte, zog er nach Dänemark, wo er als ordinierter Helfer in Qeqertarsuatsiaat tätig war, um sein Grönländisch zu verbessern. 1956 wurde er zum Pastor von Sisimiut ernannt. 1963 kehrte er nach Dänemark zurück, wo er zum Pastor im Gerlev Sogn und im Dråby Sogn ernannt wurde. 1968 wurde er Landespropst Grönlands. Fünf Jahre später verließ er Grönland abermals und wurde Pastor im Frederiksborg Slotssogn. 1995 wurde er offiziell pensioniert, war aber noch bis 2000 als Grönländischer Pastor in Dänemark tätig.
Kristian Lauritsen war der letzte Däne, der in Grönland ein hohes kirchliches Amt ausfüllte. Neben seiner kirchlichen Tätigkeit war er von 1973 bis 1980 als Lektor am Grönländischen Seminarium in Dänemark tätig, bevor dieses geschlossen wurde, und zeitgleich auch Grönlandberater des Kirkeministeriets. Während seiner Zeit in Grönland war er stellvertretender Leiter der Knud Rasmussenip Højskolia und von 1963 bis 1966 war er Vizevorsitzender von Den Grønlandske Kirkesag. Von 1968 bis 1973 war er Mitglied der Grönländischen Schuldirektion.
Kristian Lauritsen erhielt am 27. Juni 2000 den Nersornaat in Silber. Zudem war er Ritter des Dannebrogordens. 2007 veröffentlichte er das Buch Min grønlandskrønike, das von seinen Erlebnissen in Grönland berichtet. Zwei weitere Bücher konnte er nicht mehr fertigstellen. Er starb 2015 im Alter von 90 Jahren in Dänemark.